# دو (لاعب كرة قدم)
دو هو لاعب كرة قدم برازيلي في مركز الدفاع، ولد في 28 يونيو 1978 في البرازيل. لعب مع نادي طيران الهند.

## وصلات خارجية
- دو (لاعب كرة قدم) على موقع Soccerway.com (الإنجليزية)